# Saint-Étienne-des-Landes
Pour les articles homonymes, voir Saint-Étienne (homonymie).
Saint-Étienne-des-Landes est une ancienne commune française située dans le département de la Dordogne, en région Nouvelle-Aquitaine. 
Depuis 1960, elle est intégrée à la commune de Villefranche-du-Périgord.

## Géographie
Dans le Périgord noir, en limite sud-est du département de la Dordogne, Saint-Étienne-des-Landes, qui se trouve dans le secteur oriental de la commune de Villefranche-du-Périgord, est limitrophe du département du Lot.

## Histoire
Saint-Étienne-des-Landes est une commune française créée à la Révolution.
Le 1er janvier 1960, elle fusionne avec celle de Villefranche-du-Périgord.

## Démographie
| 1793 | 1800 | 1806 | 1821 | 1831 | 1836 | 1841 | 1846 | 1851 |
| ---- | ---- | ---- | ---- | ---- | ---- | ---- | ---- | ---- |
| 55   | 167  | 71   | 60   | 73   | 90   | 82   | 84   | 83   |

| 1856 | 1861 | 1866 | 1872 | 1876 | 1881 | 1886 | 1891 | 1896 |
| ---- | ---- | ---- | ---- | ---- | ---- | ---- | ---- | ---- |
| 97   | 82   | 73   | 60   | 65   | 60   | 63   | 56   | 63   |

| 1901 | 1906 | 1911 | 1921 | 1926 | 1931 | 1936 | 1946 | 1954 |
| ---- | ---- | ---- | ---- | ---- | ---- | ---- | ---- | ---- |
| 58   | 56   | 51   | 50   | 47   | 48   | 47   | 39   | 34   |